# جين وليامز (لاعب كرة قدم أمريكية)
جين وليامز (بالإنجليزية: Gene Williams)‏ هو لاعب كرة قدم أمريكية أمريكي، ولد في 14 أكتوبر 1968 في بلير في الولايات المتحدة.